# Dąbrowa (gmina w województwie olsztyńskim)
Dąbrowa – dawna gmina wiejska istniejąca w latach 1946–1954 w woj. olsztyńskim (dzisiejsze woj. warmińsko-mazurskie). Nazwa gminy pochodzi od wsi Dąbrowa, lecz siedzibą władz gminy były Bartoszyce (odrębna gmina miejska).
Gmina Dąbrowa powstała po II wojnie światowej na terenie tzw. Ziem Odzyskanych (powiat frydlądzko-bartoszycki). 28 czerwca 1946 roku jako jednostka administracyjna polskiego powiatu bartoszyckiego gmina weszła w skład nowo utworzonego woj. olsztyńskiego. Według stanu z 1 lipca 1952 roku gmina była podzielona na 12 gromad: Dąbrowa, Kiertyny Wielkie, Łapkiejmy, Plęsy, Sędławki, Skitno, Spytajny, Szylina Wielka, Tromity, Wipławki, Wirwilty i Żydowo.
Gmina została zniesiona 29 września 1954 roku wraz z reformą wprowadzającą gromady w miejsce gmin. Jednostki nie przywrócono 1 stycznia 1973 roku po reaktywowaniu gmin.